# Чемпіонат Європи з футболу 2016 (кваліфікаційний раунд, група E)
Матчі Групи E кваліфікаційного раунду Євро-2016 тривали з вересня 2014 по жовтень 2015. Путівки на турнір здобули збірні Англії (завершила відбір зі стовідсотковим результатом) та Швейцарії, а збірній Словенії необхідно зіграти в матчах плей-оф для можливості участі в Євро.
| М  | Команда    | І  | В  | Н | П | МЗ | МП | РМ  | О  |
| -- | ---------- | -- | -- | - | - | -- | -- | --- | -- |
| 1. | Англія     | 10 | 10 | 0 | 0 | 31 | 3  | +28 | 30 |
| 2. | Швейцарія  | 10 | 7  | 0 | 3 | 24 | 8  | +16 | 21 |
| 3. | Словенія   | 10 | 5  | 1 | 4 | 18 | 11 | +7  | 16 |
| 4. | Естонія    | 10 | 3  | 1 | 6 | 4  | 9  | −5  | 10 |
| 5. | Литва      | 10 | 3  | 1 | 6 | 7  | 18 | −11 | 10 |
| 6. | Сан-Марино | 10 | 0  | 1 | 9 | 1  | 36 | −35 | 1  |

## Матчі
| 8 вересня 2014 20:45 (21:45 UTC+3) |

| Естонія   | 1 – 0           | Словенія |
| --------- | --------------- | -------- |
| Пур'є 86' | Протокол(англ.) |          |

| А. Ле Кок Арена, Таллінн Глядачів: 6 561 Арбітр: Шимон Марциняк (Польща) |

| 8 вересня 2014 20:45 (20:45 UTC+2) |

| Сан-Марино | 0 – 2           | Литва                         |
| ---------- | --------------- | ----------------------------- |
|            | Протокол(англ.) | Матулевічіус 5' Новіковас 36' |

| Стадіо Олімпіко, Серравалле Глядачів: 986 Арбітр: Лібор Коваржик (Чехія) |

| 8 вересня 2014 20:45 (20:45 UTC+2) |

| Швейцарія | 0 – 2           | Англія            |
| --------- | --------------- | ----------------- |
|           | Протокол(англ.) | Велбек 58', 90+4' |

| Санкт-Якоб Парк, Базель Глядачів: 35 500 Арбітр: Джюнейт Чакир (Туреччина) |

| 9 жовтня 2014 20:45 (19:45 UTC+1) |

| Англія                                                                  | 5 – 0           | Сан-Марино |
| ----------------------------------------------------------------------- | --------------- | ---------- |
| Ягелка 25' Руні 43' (пен.) Велбек 49' Таунсенд 72' Делла Валле 78' (аг) | Протокол(англ.) |            |

| Вемблі, Лондон Глядачів: 55 990 Арбітр: Марцін Борський (Польща) |

| 9 жовтня 2014 20:45 (21:45 UTC+3) |

| Литва         | 1 – 0           | Естонія |
| ------------- | --------------- | ------- |
| Міколюнас 76' | Протокол(англ.) |         |

| ЛФФ Стадіон, Вільнюс Глядачів: 4 780 Арбітр: Карлос Клос Гомес (Іспанія) |

| 9 жовтня 2014 20:45 (20:45 UTC+2) |

| Словенія             | 1 – 0           | Швейцарія |
| -------------------- | --------------- | --------- |
| Новакович 79' (пен.) | Протокол(англ.) |           |

| Людські врт, Марибор Глядачів: 8 500 Арбітр: Вольфганг Штарк (Німеччина) |

| 12 жовтня 2014 18:00 (19:00 UTC+3) |

| Естонія | 0 – 1           | Англія   |
| ------- | --------------- | -------- |
|         | Протокол(англ.) | Руні 74' |

| А. Ле Кок Арена, Таллінн Глядачів: 9 692 Арбітр: Маріо Страхоня (Хорватія) |

| 12 жовтня 2014 20:45 (21:45 UTC+3) |

| Литва | 0 – 2           | Словенія           |
| ----- | --------------- | ------------------ |
|       | Протокол(англ.) | Новакович 33', 37' |

| ЛФФ Стадіон, Вільнюс Глядачів: 4 000 Арбітр: Міхалос Кукулакіс (Греція) |

| 14 жовтня 2014 20:45 (20:45 UTC+2) |

| Сан-Марино | 0 – 4           | Швейцарія                                  |
| ---------- | --------------- | ------------------------------------------ |
|            | Протокол(англ.) | Сеферович 10', 23' Джемайлі 30' Шачірі 79' |

| Стадіо Олімпіко, Серравалле Глядачів: 5 700 Арбітр: Тоні Шапрон (Франція) |

| 15 листопада 2014 18:00 (17:00 UTC±0) |

| Англія                          | 3 – 1           | Словенія           |
| ------------------------------- | --------------- | ------------------ |
| Руні 59' (пен.) Велбек 66', 72' | Протокол(англ.) | Гендерсон 58' (аг) |

| Вемблі, Лондон Глядачів: 82 305 Арбітр: Олегаріу Бенкеренса (Португалія) |

| 15 листопада 2014 18:00 (18:00 UTC+1) |

| Сан-Марино | 0 – 0           | Естонія |
| ---------- | --------------- | ------- |
|            | Протокол(англ.) |         |

| Стадіо Олімпіко, Серравалле Глядачів: 759 Арбітр: Фелікс Брих (Німеччина) |

| 15 листопада 2014 20:45 (20:45 UTC+1) |

| Швейцарія                         | 4 – 0           | Литва |
| --------------------------------- | --------------- | ----- |
| Дрмич 66' Шер 68' Шачірі 80', 90' | Протокол(англ.) |       |

| АФГ Арена, Санкт-Галлен Глядачів: 17 300 Арбітр: Свен Оддвар Моен (Норвегія) |

| 27 березня 2015 20:45 (19:45 UTC±0) |

| Англія                                   | 4 – 0           | Литва |
| ---------------------------------------- | --------------- | ----- |
| Руні 6' Велбек 45' Стерлінг 58' Кейн 73' | Протокол(англ.) |       |

| Вемблі, Лондон Глядачів: 83 671 Арбітр: Павел Краловець (Чехія) |

| 27 березня 2015 20:45 (20:45 UTC+1) |

| Словенія                                                             | 6 – 0           | Сан-Марино |
| -------------------------------------------------------------------- | --------------- | ---------- |
| Ілічич 10' Кампл 49' Струна 50' Новакович 52' Лазаревич 73' Іліч 88' | Протокол(англ.) |            |

| Стадіон Стожице, Любляна Глядачів: 8 325 Арбітр: Олівер Драхта (Австрія) |

| 27 березня 2015 20:45 (20:45 UTC+1) |

| Швейцарія                       | 3 – 0           | Естонія |
| ------------------------------- | --------------- | ------- |
| Шер 17' Джака 27' Сеферович 80' | Протокол(англ.) |         |

| Свісспорарена, Люцерн Арбітр: Данні Маккелі (Нідерланди) |

| 14 червня 2015 18:00 (19:00 UTC+3) |

| Естонія         | 2 – 0           | Сан-Марино |
| --------------- | --------------- | ---------- |
| Зеньов 35', 63' | Протокол(англ.) |            |

| А. Ле Кок Арена, Таллінн Глядачів: 6,131 Арбітр: Іван Кружляк (Словаччина) |

| 14 червня 2015 18:00 (18:00 UTC+1) |

| Словенія                 | 2 – 3           | Англія                   |
| ------------------------ | --------------- | ------------------------ |
| Новакович 37' Печнік 84' | Протокол(англ.) | Вілшир 57', 73' Руні 86' |

| Стадіон Стожице, Любляна Глядачів: 15,796 Арбітр: Альберто Ундіано Мальєнко (Іспанія) |

| 14 червня 2015 20:45 (21:45 UTC+3) |

| Литва      | 1 – 2           | Швейцарія            |
| ---------- | --------------- | -------------------- |
| Черних 64' | Протокол(англ.) | Дрмич 69' Шачірі 84' |

| ЛФФ Стадіон, Вільнюс Глядачів: 4,786 Арбітр: Крейг Томсон (Шотландія) |

| 5 вересня 2015 18:00 (19:00 UTC+3) |

| Естонія      | 1 – 0           | Литва |
| ------------ | --------------- | ----- |
| Васильєв 71' | Протокол(англ.) |       |

| А. Ле Кок Арена, Таллінн Арбітр: Олівер Драхта (Австрія) |

| 5 вересня 2015 18:00 (18:00 UTC+2) |

| Сан-Марино | 0 – 6           | Англія                                                               |
| ---------- | --------------- | -------------------------------------------------------------------- |
|            | Протокол(англ.) | Руні 13' (пен.) Броллі 30' (аг) Барклі 46' Волкотт 68', 78' Кейн 77' |

| Стадіо Олімпіко, Серравалле Арбітр: Леонтіос Тратту (Кіпр) |

| 5 вересня 2015 20:45 (20:45 UTC+2) |

| Швейцарія                   | 3 – 2           | Словенія                |
| --------------------------- | --------------- | ----------------------- |
| Дрмич 80', 90+4' Штокер 84' | Протокол(англ.) | Новакович 45' Цесар 48' |

| Санкт-Якоб Парк, Базель Арбітр: Павел Краловець (Чехія) |

| 8 вересня 2015 20:45 (19:45 UTC+1) |

| Англія                   | 2 – 0           | Швейцарія |
| ------------------------ | --------------- | --------- |
| Кейн 67' Руні 84' (пен.) | Протокол(англ.) |           |

| Вемблі, Лондон Арбітр: Джанлука Роккі (Італія) |

| 8 вересня 2015 20:45 (21:45 UTC+3) |

| Литва                   | 2 – 1           | Сан-Марино      |
| ----------------------- | --------------- | --------------- |
| Черних 7' Спалвіс 90+2' | Протокол(англ.) | М. Вітайолі 55' |

| ЛФФ Стадіон, Вільнюс Арбітр: Клейтон Пісані (Мальта) |

| 8 вересня 2015 20:45 (20:45 UTC+2) |

| Словенія  | 1 – 0           | Естонія |
| --------- | --------------- | ------- |
| Берич 63' | Протокол(англ.) |         |

| Людські врт, Марибор Арбітр: Анастасіос Сідіропулос (Греція) |

| 9 жовтня 2015 20:45 (19:45 UTC+1) |

| Англія                   | 2 – 0           | Естонія |
| ------------------------ | --------------- | ------- |
| Волкотт 45' Стерлінг 85' | Протокол(англ.) |         |

| Вемблі, Лондон Арбітр: Іштван Вад (Угорщина) |

| 9 жовтня 2015 20:45 (20:45 UTC+2) |

| Словенія           | 1 – 1           | Литва                |
| ------------------ | --------------- | -------------------- |
| Бірса 45+1' (пен.) | Протокол(англ.) | Новіковас 86' (пен.) |

| Стадіон Стожице, Любляна Арбітр: Бйорн Кейперс (Нідерланди) |

| 9 жовтня 2015 20:45 (20:45 UTC+2) |

| Швейцарія                                                                                        | 7 – 0           | Сан-Марино |
| ------------------------------------------------------------------------------------------------ | --------------- | ---------- |
| Ланг 17' Інлер 55' (пен.) Мехмеді 65' Джуру 72' (пен.) Касамі 75' Емболо 80' (пен.) Дердійок 89' | Протокол(англ.) |            |

| АФГ Арена, Санкт-Галлен Арбітр: Маттіас Гестраніус (Фінляндія) |

| 12 жовтня 2015 20:45 (21:45 UTC+3) |

| Естонія | 0 – 1           | Швейцарія         |
| ------- | --------------- | ----------------- |
|         | Протокол(англ.) | Клаван 90+4' (аг) |

| А. Ле Кок Арена, Таллінн Арбітр: Пол ван Бекел (Нідерланди) |

| 12 жовтня 2015 20:45 (21:45 UTC+3) |

| Литва | 0 – 3           | Англія                                               |
| ----- | --------------- | ---------------------------------------------------- |
|       | Протокол(англ.) | Барклі 29' Арлаускіс 35' (аг) Окслейд-Чемберлейн 62' |

| ЛФФ Стадіон, Вільнюс Арбітр: Кенн Гансен (Данія) |

| 12 жовтня 2015 20:45 (20:45 UTC+2) |

| Сан-Марино | 0 – 2           | Словенія             |
| ---------- | --------------- | -------------------- |
|            | Протокол(англ.) | Цесар 54' Печник 75' |

| Стадіо Олімпіко, Серравалле Арбітр: Александар Ставрев (Македонія) |

## Тур за туром
| Команда / Тур | 01 | 02 | 03 | 04 | 05 | 06 | 07 | 08 | 09 | 10 |
| ------------- | -- | -- | -- | -- | -- | -- | -- | -- | -- | -- |
| Англія        | 2  | 1  | 1  | 1  | 1  | 1  | 1  | 1  | 1  | 1  |
| Швейцарія     | 5  | 5  | 4  | 2  | 2  | 3  | 2  | 2  | 2  | 2  |
| Словенія      | 4  | 3  | 2  | 3  | 3  | 2  | 4  | 3  | 3  | 3  |
| Естонія       | 3  | 4  | 5  | 5  | 5  | 4  | 3  | 4  | 4  | 4  |
| Литва         | 1  | 2  | 3  | 4  | 4  | 5  | 5  | 5  | 5  | 5  |
| Сан-Марино    | 6  | 6  | 6  | 6  | 6  | 6  | 6  | 6  | 6  | 6  |

## Найкращі бомбардири
7 голів
- Вейн Руні

6 голів
- Денні Велбек
- Миливоє Новакович

4 голи
- Джердан Шачірі

3 голи
- Гаррі Кейн
- Тео Волкотт
- Йосип Дрмич
- Гаріс Сеферович